# Phaeoaphelaria australiensis
Phaeoaphelaria australiensis é uma espécie de fungo pertencente à família Aphelariaceae.